# 莎拉·杜特尔特弹劾案
2024年12月，菲律宾副总统莎拉·杜特尔特遭到4项由个人或团体发起、并获众议员支持的弹劾指控。2025年2月5日，众议院以215票赞成通过弹劾案，将弹劾案提交参议院审理。
尽管弹劾案的支持者呼吁立即开始审判，但参议院在几个月后才召开会议。2025年6月10日，参议院将弹劾条款发回众议院。
2025年7月25日，大理院裁决弹劾状违宪，因此禁止在2026年2月6日之前对莎拉提起任何诉讼，并且参议院不会进行任何审判，因为它无法获得对该弹劾案的管辖权。然而，大理院确认不会免除针对莎拉的指控。
2025年8月6日，参议院通过“将针对副总统莎拉的弹劾申诉存档”的动议。这意味着莎拉的弹劾指控未经审判已被中止。
莎拉成为菲律宾历史上第一位被弹劾的副总统，但在参议院做出最终判决前将继续在职。

## 背景

### 菲律宾宪法中的弹劾程序
《菲律宾共和国宪法》有对弹劾案的规定。根据宪法第11章第2条，总统、副总统、大理院法官、宪法规定的委员会委员和监察专员，因犯有违宪、叛国、受贿、贪污腐化、其他严重罪行，或背叛公众信任，而受弹劾并判罪者，应予免职。第3条规定弹劾指控可由任一众议员或得到众议员赞同的任何公民提出，在会议期间十天内列入议事日程，并在此后三天内提交适当的委员会。委员会经过听讯后如多数委员赞成，应在接到指控后的六十天内向众议院提出报告和相应决议案，众议院应在接到报告后十天内安排对该决议案进行讨论的日期。
无论是对委员会提出的主张弹劾的决议案的确认，或是推翻委员会关于弹劾不能成立的决议案，均需有全体议员的至少三分之一投票赞同。每一名所投的票均应记录在案。经核实的弹劾指控或弹劾决议案如由全体众议员的三分之一以上的众议员提出，即构成弹劾条款，参议院应立即予以审理。
参议院有审理和裁决一切弹劾案的专属权力。参议院审理弹劾案件时，将组成弹劾法庭，参议员应宣誓或确认。如果受审者为总统，应由大理院首席法官主持审讯，但无表决权。非经全体参议员三分之二的同意，不得宣判任何官员有罪。弹劾案件的裁决限于将被弹劾者免职或取消其担任菲律宾共和国任何职务的资格。但可依法对被弹劾者提起追诉、审讯和惩处。
此前众议院曾对4人提起弹劾，包括总统约瑟夫·埃斯特拉达、监察专员梅赛德斯·古特雷斯、首席大法官雷纳托·科罗纳和选举委员会主席安德烈斯·包蒂斯塔。除科罗纳被参议院投票罢免外，其余3人均在弹劾审判前辞职。

### 莎拉和马可斯的关系
2022年菲律宾总统选举中，小费迪南德·马可斯和莎拉·杜特尔特作为竞选搭档分别当选总统和副总统。
在宣誓就职后，莎拉被任命为马可斯政府第一任教育部长，尽管莎拉本人倾向于担任国防部长。两年后，莎拉和马可斯的关系逐渐恶化，尤其是与众议院议长马丁·罗穆亚尔德斯和第一夫人路易丝·马可斯的关系。2023年5月，莎拉辞去基督教穆斯林民主力量党主席一职，该党是执政联盟的成员党。2024年6月19日，莎拉辞去兼任的教育部长和反叛乱工作组副主席的职位，退出马可斯内阁。
2024年11月，莎拉宣稱自己已僱用殺手；說自己如果被殺掉，殺手將暗殺小马可斯夫婦和马丁·罗穆亚尔德斯。政府回應該次發言為嚴重恐嚇、視其為國安問題。菲律賓警方隨即對莎拉及其安全助手提起刑事诉讼。11月29日，小马可斯确认他已指示众议院不要对萨拉提出弹劾动议。尽管他与莎拉之间存在裂痕，他称其“不过是小题大做”，并坚称任何试图弹劾其副手的努力都是浪费时间，“对哪怕一个菲律宾人的生活都没有任何影响”。
2025年1月3日，小马可斯发布命令，将莎拉逐出国家安全委员会。总统府文官长贝萨明在一份声明中说：“副总统目前被认为与国家安全委员会成员的职责无关。”

### 机密和情报资金使用争议

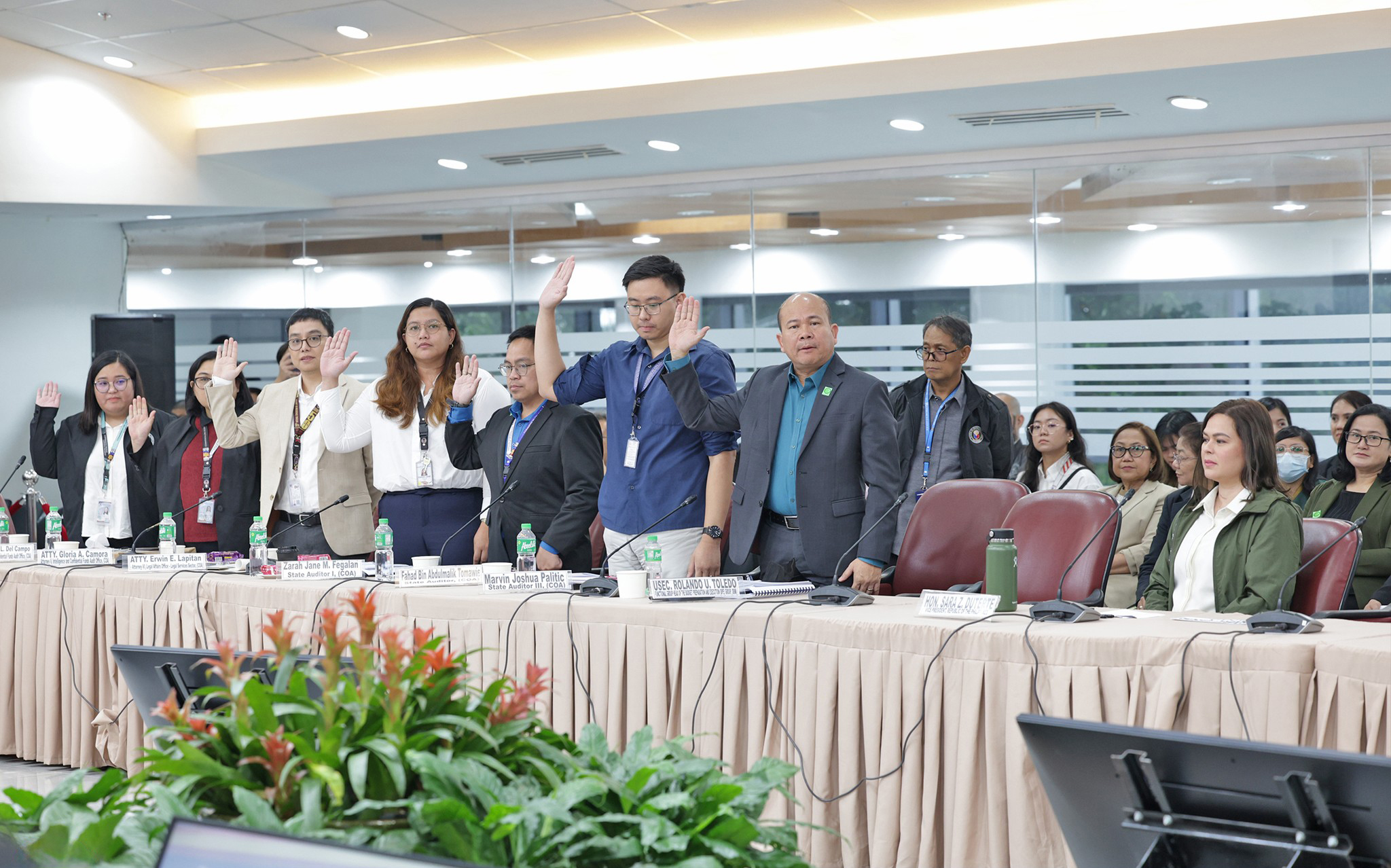
莎拉（最右边）拒绝在2024年9月举行的有关其办公室预算使用的国会听证会上宣誓

2022年和2023年，莎拉为副总统办公室和教育部动用了机密和情报资金；而其前任领导下的办公室并未使用机密资金。据莎拉的幕僚长称，由于办公室的条块分割结构，她直接与其办公室的特别支出官员吉娜·阿科斯塔协调处理她的机密资金，没有任何中间人。 
2024年，在2025年副总统办公室预算批准被推迟后，众议院善政与公共问责委员会开始对副总统涉嫌滥用资金的行为展开调查。9月25日，一名前教育部副部长指控杜特尔特每月赠送价值5万比索的现金礼物；随后，另一位前官员也站出来声称，他们也收到过类似的信封，但在2023年底就停止了，大约在机密资金问题被提出的同时。2024年11月，她提交给委员会的办公室收据被曝光。一些议员对收据的真实性表示怀疑，并强调收据存在一些违规行为，例如使用了不常见的姓名和疑似虚构的姓名，以及日期和签名存在差异。莎拉宣称她没有看过收据。2024年12月9日，菲律宾统计局报告称，在677名接受教育部机密资金的个人中，有60%的姓名在国家民事登记册中没有记录。

### 南海争端的立场
莎拉因未就菲律宾与中国的南海争端发表明确声明而引起注意。她拒绝对此事发表评论，而是在被问及此类问题时，建议人们询问外交部和国防部。为此，她受到了一些官员的批评，其中包括小马可斯在众议院的盟友和菲律宾海巡署西菲律宾海发言人杰伊·塔列拉。不过，小马可斯为莎拉辩护，称“谈论中国不是副总统或教育部长的职责”。

### 此前的弹劾计划
早在2023年8月，人民爱国联盟就曾考虑对莎拉·杜特尔特提起弹劾案，指控其涉嫌滥用2022年副总统办公室的机密资金，关心教师联盟议员法兰西·卡斯特罗称此举是“可弹劾的罪行”。卡斯特罗后来认为该计划“为时过早”，并表示需要继续众议院的调查。
2024年8月，莎拉表示，在她与总统闹翻以及从众议院盟友那里听到消息后，她预计自己将面临弹劾案。9月，新爱国联盟称对莎拉的弹劾是必要的，因为她在2022年和2023年使用了机密资金。同月，众议院否认有任何提起弹劾案的计划。

## 弹劾动议

### 2024年12月弹劾案
2024年12月2日，第一起针对副总统莎拉·杜特尔特的正式弹劾案被提起。起诉书列举了24条罪名，分为贪污腐败、受贿、背叛公众信任、其他重罪四大类。除了腐败之外，其他被提及的原因还包括她涉嫌参与对毒品犯罪嫌疑人的法外处决，以及未能对中国在南海争端中咄咄逼人的主权主张表明立场。
针对莎拉的第二起弹劾诉讼于2024年12月4日由新爱国联盟领导的70名活动家提起。他们列举的唯一理由是，莎拉对机密资金的非法使用和不当处置背叛了公众信任。莎拉被指控对副总统办公室和教育部6.125亿比索的机密资金“严重滥用自由裁量权”。
2024年12月5日，众议院秘书长雷金纳德·贝拉斯科透露，众议院部分议员正在准备提出第三份弹劾动议。12月19日，一群宗教工作者、律师和民间社会工作者向众议院提交了针对莎拉背叛公众信任的弹劾动议。

### 第四起弹劾动议
| 选项       | 票数      |
| ---------- | --------- |
| 支持       | 240 / 306 |
| 反對       | 0 / 306   |
| 未投票     | 66 / 306  |
| 弹劾案通过 |           |

2025年2月5日，众议院215名众议员签署了针对莎拉·杜特尔特的弹劾起诉书，指控其腐败、密谋刺杀总统马科斯、参与法外处决以及煽动叛乱和社会骚乱等罪名。弹劾投诉取得超过宪法规定的最低102个签名，即众议院三分之一的签名。随着签名门槛的达到，弹劾诉状正式成为针对莎拉的弹劾条款，并在未经全体会议表决的情况下提交参议院。这是针对杜特尔特提出的第四份诉状。2月7日，众议院秘书长雷金纳德·贝拉斯科表示，另有25名议员签署文件支持弹劾诉状，使签名者总数达到240人。

#### 弹劾条款
以下是针对副总统莎拉·杜特尔特的弹劾条款：
第三条涉及莎拉贿赂教育部高级官员的指控，而第五条涉及她与其父亲和前总统罗德里戈·杜特尔特在禁毒战争期间发生的法外处决的联系，包括达沃行刑队。
| # | 案件                                                                                                   | 弹劾条款     |
| - | --- | ------------ |
| 1 | 雇佣杀手，密谋谋杀或刺杀现任总统、第一夫人、众议院议长，并在直播中公开承认。                           | 背叛公众信任 |
| 1 | 雇佣杀手，密谋谋杀或刺杀现任总统、第一夫人、众议院议长，并在直播中公开承认。                           | 违反宪法     |
| 1 | 雇佣杀手，密谋谋杀或刺杀现任总统、第一夫人、众议院议长，并在直播中公开承认。                           | 其他重罪     |
| 2 | 滥用和挪用拨给副总统办公室和教育部的机密资金                                                           | 背叛公众信任 |
| 2 | 滥用和挪用拨给副总统办公室和教育部的机密资金                                                           | 贪污腐败     |
| 3 | 违反第3019号共和国法律                                                                                 | 背叛公众信任 |
| 3 | 违反第3019号共和国法律                                                                                 | 贪污腐败     |
| 4 | 积累了不明财富，并且没有在资产和净值报表中披露其所有财产和财产权益，违反了1987年菲律宾宪法第11章第17条 | 违反宪法     |
| 4 | 积累了不明财富，并且没有在资产和净值报表中披露其所有财产和财产权益，违反了1987年菲律宾宪法第11章第17条 | 背叛公众信任 |
| 5 | 谋杀和谋杀阴谋重罪                                                                                     | 其他重罪     |
| 6 | 独自或与他人合谋实施叛乱、破坏稳定和煽动叛乱的行为                                                     | 背叛公众信任 |
| 6 | 独自或与他人合谋实施叛乱、破坏稳定和煽动叛乱的行为                                                     | 其他重罪     |
| 7 | 被告作为副总统的全部行为，包括其实施的上述行为                                                         | 背叛公众信任 |
| 7 | 被告作为副总统的全部行为，包括其实施的上述行为                                                         | 违反宪法     |
| 7 | 被告作为副总统的全部行为，包括其实施的上述行为                                                         | 贪污腐败     |

## 国会休会（2025年2月 – 6月）
2025年2月5日，参议院收到众议院的弹劾动议，当天恰逢参议院会期的最后一天。参议院秘书雷纳托·班图格于下午5点49分收到了弹劾条款，但在晚上7点休会之前并未向全体会议报告。参议院有义务组成弹劾法庭来处理该弹劾案，但目前尚未公布具体时间表。
参议院议长弗朗西斯·埃斯库德罗坚持认为参议院要等到2025年6月2日国会复会后才能开始审议程序。他已确定正式审判将于2025年7月30日举行。他进一步坚持认为，在此期间不能“合法地”开始审判，因为他认为参议院必须召开持续的会议才能作为弹劾法庭。
律师卡塔利诺·杰内里洛于2月14日向大理院提交了一份强制令申请，称参议院负有“不可推卸的宪法义务”立即开始审判。2月18日，一群棉兰老岛的律师提交了一份调卷令，请求颁发临时限制令，以阻止审判的开始。同一天，莎拉·杜特尔特还向大理院提交了一份请愿书，要求撤销弹劾诉讼。
参议院少数党领袖科科·皮门特尔表示，由于参议院12名议员的任期将于6月30日结束，以及5月12日2025年参议院选举的结果即将公布，弹劾程序的进展可能会受到影响。
假设参议院于6月2日召开会议，那么距离第19届国会于6月13日结束还有6个会期，这使得埃斯库德罗得出结论，弹劾审判将由第20届国会审理。埃斯库德罗预计，审判将于2025年7月马可斯总统发表国情咨文后开始，并于10月作出判决。 
尽管如此，弹劾支持者坚持认为，宪法规定“参议院的审判应立即进行”，或尽快进行。他们建议议长为此召开特别会议。对参议院施加的压力持续到至少6月。
5月29日，埃斯库德罗提出动议，将弹劾条款的提交日期推迟至6月11日，即第19届国会的最后一天。

## 参议院会议

### 6月9日：启动审判的努力

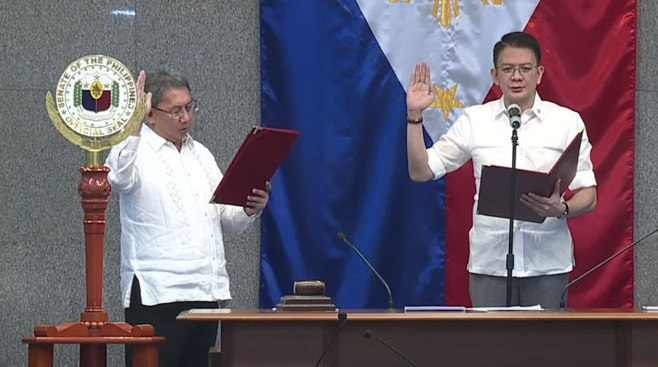
2025年6月9日，参议院议长弗朗西斯·埃斯库德罗宣誓就任副总统莎拉·杜特尔特弹劾审判主持官员。宣誓仪式由菲律宾参议院秘书雷纳托·班图格主持。

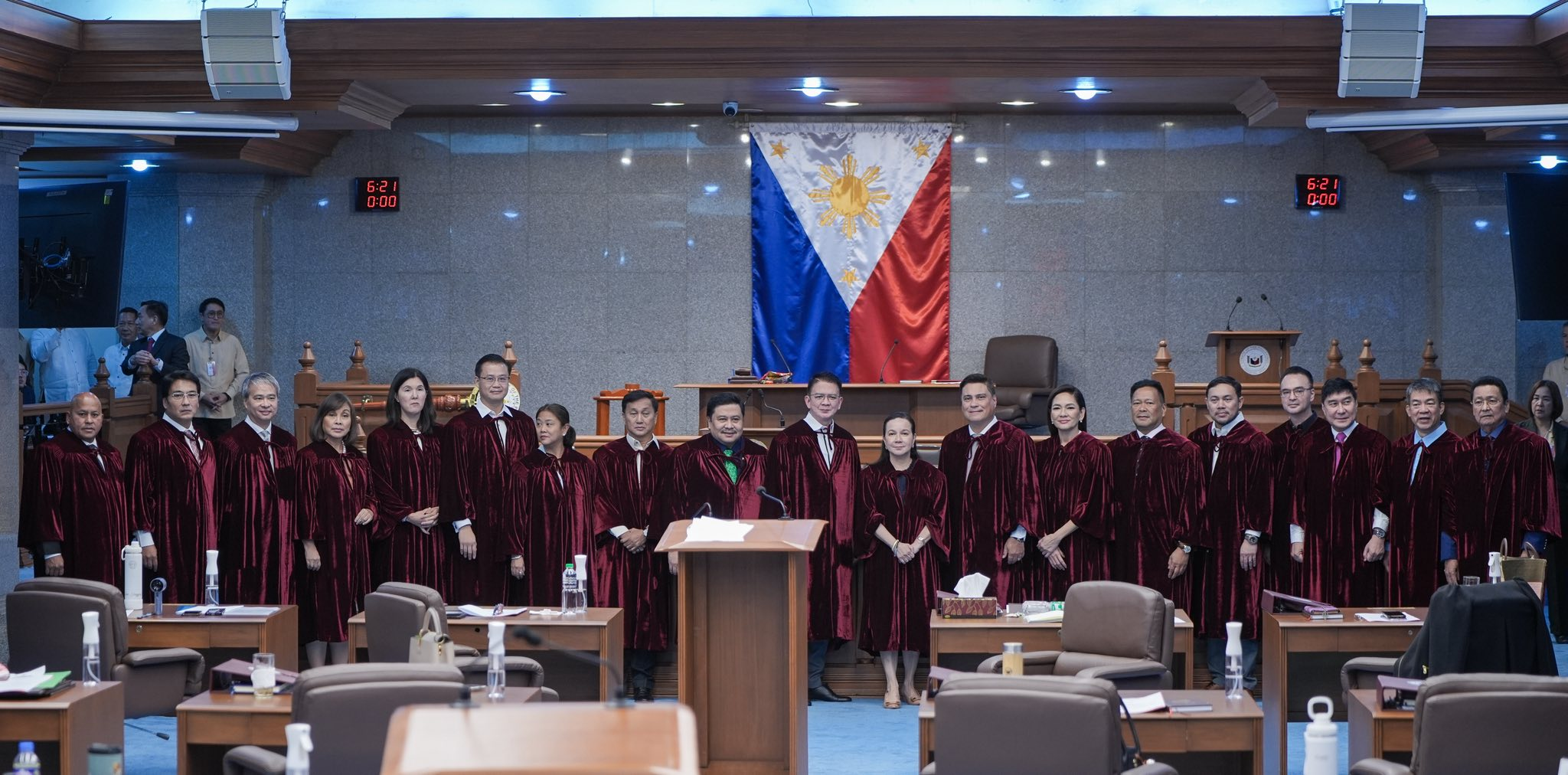
第19届国会参议员法官

2025年6月9日，少数党参议员里萨·洪蒂佛罗斯和科科·皮门特尔试图正式启动对副总统莎拉的审判。少数党领袖皮门特尔提出了启动审判程序的动议，并提出了以下建议：
- 参议院暂停立法事务
- 参议院立即召开弹劾法庭会议，而不是周三（6月11日）
- 参议院议长埃斯库德罗宣誓就任主持官员
- 埃斯库德罗应该主持在场参议员的宣誓
- 弹劾法庭启动对莎拉·杜特尔特副总统的弹劾案并制定审判日程
- 弹劾法院要求检察官于周二（6月10日）宣读弹劾条款
- 随后将向莎拉发出传票。

随后进行了两个小时的技术性辩论，然后又暂停了两个小时。下午5点42分左右，罗宾·帕迪拉提出一项决议，寻求终止弹劾程序。
埃斯库德罗按提议宣誓，但大家同意其余参议员于第二天下午4点前宣誓。洪蒂佛罗斯和皮门特尔辩称，宣誓意味着审判已经开始，但罗纳德·德拉·罗萨不同意，导致再次暂停议程。审判并未在当天开始。。

### 6月10日：退回弹劾条款

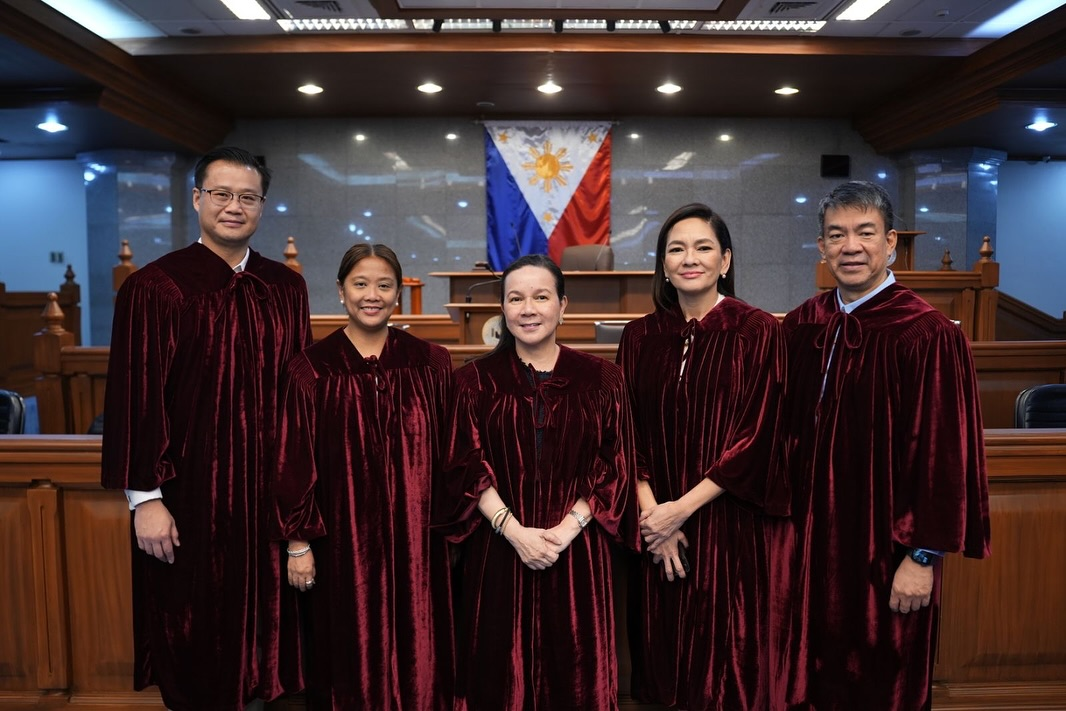
5名投票反对退回弹劾条款的参议员

埃斯库德罗为其余二十二名参议员主持了宣誓仪式。德拉·罗萨在宣誓前后分别提出了一项驳回动议，但参议院并未采取行动。皮门特尔和洪蒂佛罗斯敦促同僚保持“冷中立”，这意味着法律异议应由受害方或莎拉本人提出。
邦·戈在审议德拉·罗萨的动议时建议将弹劾条款退回众议院。德拉·罗萨还指控，众议院对2023年12月（此前已提起）的三起弹劾诉讼均未采取行动。皮娅·卡耶塔诺修改了德拉·罗萨的动议，表示应将其退回众议院，以证明该弹劾并未违反“一年期限”条款。
然而，参议院就艾伦·彼得·卡耶塔诺提出的动议进行了表决，该动议并未驳回或终止弹劾程序，而是将弹劾条款退回众议院。该动议要求：
- 众议院确认未违反宪法第11章第3条第5项的规定，即“一年内不得对同一官员启动两次以上弹劾程序”；包括前三次弹劾动议的提起情况
- 第20届国会众议院向参议院表示是否愿意并准备对副总统提起弹劾诉讼。

| 选项     | 票数    |
| -------- | ------- |
| 支持     | 18 / 23 |
| 反對     | 5 / 23  |
| 动议通过 |         |

埃斯库德罗向莎拉发出了传票，但德拉·罗萨对此表示反对。警卫官罗伯托·安坎负责递交传票。副总统办公室于次日上午11:05收到传票。莎拉被要求在收到传票后十天内作出回应。

## 众议院回应

### 6月11日：众议院确认弹劾条款合宪
在收到参议院的发回重审后，众议院于6月11日一致通过决议，确认弹劾条款符合宪法。同时，众议院批准了一项动议，推迟接受弹劾条款，直到参议院回应众议院检察小组关于发回重审的质询。

## 辩护方回应

### 6月23日：向众议院提交“谨慎”（ad cautelam）答辩状和回应参议院传票
副总统莎拉·杜特尔特于6月23日下午3点53分向众议院提交了一份“谨慎”（ad cautelam）答辩状，众议院发言人阿班特证实，莎拉请求驳回弹劾案，理由是该案“违反了宪法的一年诉讼时效规则”。下午5点49分，针对参议院发出的传票，莎拉向参议院提交了另一份单独的答辩状，其中也提出了同样的理由。根据参议院弹劾规则，众议院检察官有五天时间提交答复；然而，由于6月28日是星期六，因此检察小组可以在6月30日星期一之前提交答复。众议院检察小组发言人安东尼奥·布科伊第二天宣布，他们准备最早于6月27日星期五提交答复。

## 检控方回应

### 6月27日：众议院检察小组对副总统的“谨慎”（ad cautelam）答辩状作出回应
众议院检察小组于6月27日在副总统莎拉·杜特尔特向弹劾法庭提交的答辩状中回应了她的论点。检察官雷金纳德·通戈尔证实，法庭于下午1点38分收到了众议院的答复，检方在答复中请求法院驳回副总统关于驳回弹劾案的请求，并强调指控的严重性，要求进行全面审判并作出最终有罪判决。针对辩方的指控，检察官反驳了几个谎言：
- 检方表示，副总统已通过答复承认收到弹劾条款，驳斥了她关于弹劾条款被发回众议院后法庭无权管辖的说法。
- 2025年2月通过的第四起弹劾指控是众议院唯一“发起”的指控，而不是前一年12月提出的前三起，这反驳了其违反宪法一年诉讼时效规则的说法。
- 辩方被指修改了大理院关于弹劾程序是否可以延续到第20届国会的裁决，使其有利于自己的阵营。检方则指出，该裁决规定，即使在国会过渡期间，非立法职能也应得到保留。
- 检方表示，针对副总统的所有指控都是有根据的，并且基于事实和证据，而莎拉则持相反观点。

## 弹劾审判

### 参议员法官
在现任24名参议员中，需要有16名投票认定莎拉·杜特尔特犯有其中一项可弹劾的罪行，才能免去她的副总统职务，并永久取消她担任任何公职的资格。
第19届国会12名参议员的任期将于2025年6月30日到期。如果参议院在第20届国会期间以法庭形式召开会议，这些议员将无法参与，除非他们在2025年大选中胜选。
注释：
- A：任期于2028年6月30日结束（现任）
- E：任期于2025年6月30日结束（重新当选）
- O：任期于2025年6月30日结束（败选）
- X：任期于2025年6月30日结束（任期限制）
- N：新当选参议员，2025年6月30日就任
- TBD：待定

| 注释 | 注释                   |
| ---- | ---------------------- |
| 斜体 | 2025年大选后离任参议员 |
| 底线 | 2025年大选后新任参议员 |

|  | 参议员              | 政党                   | 集团   | 备注 |                    |        |      |   |
|  | ------------------- | ---------------------- | ------ | ---- | ------------------ | ------ | ---- | - |
|  | 参议员              | 政党                   | 集团   | 备注 | 艾伦·彼得·卡耶塔诺 | 无党籍 | 独立 | A |
|  | JV·埃赫西托         | 民族主义人民联盟       | 独立   | A    |                    |        |      |   |
|  | 弗朗西斯·埃斯库德罗 | 民族主义人民联盟       | 多数党 | A    |                    |        |      |   |
|  | 金戈伊·埃斯特拉达   | 群众力量               | 多数党 | A    |                    |        |      |   |
|  | 张侨伟              | 民族主义人民联盟       | 独立   | A    |                    |        |      |   |
|  | 里萨·洪蒂佛罗斯     | 互助公民行动党         | 少数党 | A    |                    |        |      |   |
|  | 罗伦·丽加达         | 民族主义人民联盟       | 独立   | A    |                    |        |      |   |
|  | 罗宾·帕迪拉         | 民主党                 | 多数党 | A    |                    |        |      |   |
|  | 拉菲·图尔弗         | 无党籍                 | 多数党 | A    |                    |        |      |   |
|  | 乔尔·维拉纽瓦       | 无党籍                 | 独立   | A    |                    |        |      |   |
|  | 马克·维拉           | 国民党                 | 多数党 | A    |                    |        |      |   |
|  | 米格尔·苏维里       | 无党籍                 | 独立   | A    |                    |        |      |   |
|  | 皮娅·卡耶塔诺       | 国民党                 | 多数党 | E    |                    |        |      |   |
|  | 罗纳德·德拉·罗萨    | 民主党                 | 多数党 | E    |                    |        |      |   |
|  | 邦·戈               | 民主党                 | 多数党 | E    |                    |        |      |   |
|  | 利托·拉皮德         | 民族主义人民联盟       | 多数党 | E    |                    |        |      |   |
|  | 艾米·马科斯         | 国民党                 | 多数党 | E    |                    |        |      |   |
|  | 邦·雷维利亚         | 基督教穆斯林民主力量党 | 多数党 | O    |                    |        |      |   |
|  | 弗朗西斯·托伦蒂诺   | 联邦党                 | 多数党 | O    |                    |        |      |   |
|  | 南希·敏乃           | 团结民族主义联盟       | 独立   | X    |                    |        |      |   |
|  | 科科·皮门特尔       | 国民党                 | 少数党 | X    |                    |        |      |   |
|  | 格蕾丝·波因         | 无党籍                 | 多数党 | X    |                    |        |      |   |
|  | 辛西娅·维拉尔       | 国民党                 | 多数党 | X    |                    |        |      |   |

|  | 参议员              | 政党                   | 集团   | 备注 |                    |        |        |   |
|  | ------------------- | ---------------------- | ------ | ---- | ------------------ | ------ | ------ | - |
|  | 参议员              | 政党                   | 集团   | 备注 | 艾伦·彼得·卡耶塔诺 | 无党籍 | 多数党 | A |
|  | JV·埃赫西托         | 民族主义人民联盟       | 多数党 | A    |                    |        |        |   |
|  | 弗朗西斯·埃斯库德罗 | 民族主义人民联盟       | 多数党 | A    |                    |        |        |   |
|  | 金戈伊·埃斯特拉达   | 群众力量               | 多数党 | A    |                    |        |        |   |
|  | 张侨伟              | 民族主义人民联盟       | 多数党 | A    |                    |        |        |   |
|  | 里萨·洪蒂佛罗斯     | 互助公民行动党         | 少数党 | A    |                    |        |        |   |
|  | 罗伦·丽加达         | 民族主义人民联盟       | 少数党 | A    |                    |        |        |   |
|  | 罗宾·帕迪拉         | 民主党                 | 多数党 | A    |                    |        |        |   |
|  | 拉菲·图尔弗         | 无党籍                 | 多数党 | A    |                    |        |        |   |
|  | 乔尔·维拉纽瓦       | 无党籍                 | 多数党 | A    |                    |        |        |   |
|  | 马克·维拉           | 国民党                 | 多数党 | A    |                    |        |        |   |
|  | 米格尔·苏维里       | 无党籍                 | 少数党 | A    |                    |        |        |   |
|  | 皮娅·卡耶塔诺       | 国民党                 | 多数党 | E    |                    |        |        |   |
|  | 罗纳德·德拉·罗萨    | 民主党                 | 多数党 | E    |                    |        |        |   |
|  | 邦·戈               | 民主党                 | 多数党 | E    |                    |        |        |   |
|  | 利托·拉皮德         | 民族主义人民联盟       | 多数党 | E    |                    |        |        |   |
|  | 艾米·马科斯         | 国民党                 | 多数党 | E    |                    |        |        |   |
|  | 巴姆·阿基诺         | 团结菲律宾人联盟       | 多数党 | N    |                    |        |        |   |
|  | 班斐洛·拉克森       | 无党籍                 | 少数党 | N    |                    |        |        |   |
|  | 罗丹特·马可莱塔     | 无党籍                 | 多数党 | N    |                    |        |        |   |
|  | 弗朗西斯·彭吉利南   | 自由党                 | 多数党 | N    |                    |        |        |   |
|  | 提托·苏道           | 民族主义人民联盟       | 少数党 | N    |                    |        |        |   |
|  | 欧文·图尔福         | 基督教穆斯林民主力量党 | 多数党 | N    |                    |        |        |   |
|  | 卡米尔·维拉尔       | 国民党                 | 多数党 | N    |                    |        |        |   |

## 弹劾条款的合宪性

### 7月25日：大理院违宪判决
2025年7月25日，大理院裁定弹劾条款无效，认为其 “违宪”。法院表示，“一年期限规则”已适用于前三起弹劾案，因此第四起弹劾案无效。在众议院多数议员投票支持用于弹劾副总统的第四起弹劾案一年后，即2026年2月6日之前，任何弹劾动议都不能向众议院提出。
| 选项     | 票数    |
| -------- | ------- |
| 支持     | 13 / 15 |
| 反對     | 0 / 15  |
| 缺席     | 2       |
| 裁决违宪 |         |

因此，参议院将不会举行任何审判，因为根据法院裁决，参议院无法获得管辖权。

#### 反应
判决当晚，参议员乔尔·维拉纽瓦声称，尽管大理院做出了裁决，弹劾法庭仍将继续开庭。他援引了2011年首席大法官科罗纳弹劾审判期间弹劾法庭的先例，当时大理院发布了临时限制令，但弹劾法庭最终投票决定无视该限制令。7月29日，议长埃斯库德罗宣布参议院将于8月6日就是否驳回副总统莎拉的弹劾案做出决定。
7月27日，众议院提起重新审议动议，理由是大理院驳回弹劾案的裁决是基于与众议院官方记录相矛盾的“错误事实”。发言人阿班特指出众议院2月份表决对弹劾申诉采取行动的同一天，也投票决定对2024年12月提交的前三起弹劾申诉采取行动。换言之，这是众议院首次对弹劾指控采取行动，并非如法院所说的一年内多次弹劾莎拉。

### 8月6日：参议院“存档”动议
| 选项     | 票数    |
| -------- | ------- |
| 支持     | 19 / 24 |
| 反對     | 4 / 24  |
| 弃权     | 1 / 24  |
| 动议通过 |         |

2025年8月6日，参议院以19票赞成、4票反对、1票弃权的结果通过“将针对副总统莎拉的弹劾申诉存档”的动议。这意味着莎拉的弹劾指控未经审判已被中止。议长埃斯库德罗补充，如果大理院之后推翻原判，参议院仍可通过新的动议将此弹劾申诉从档案中“取出”，以根据大理院的裁决再次采取行动。